# Tecknarens kontrakt
Tecknarens kontrakt (originaltitel: The Draughtsman's Contract) är en brittisk film från 1982, skriven och regisserad av Peter Greenaway. Filmen utspelar sig 1694. Den producerades ursprungligen för Channel 4. Musiken är gjord av Michael Nyman, som lånat en hel del musik från Henry Purcell. Utarbetade och genomtänkta kostymer används i filmen, och man använde Groombridge Places parker för många av scenerna, och sparade på det sättet pengar. 
1999 placerade British Film Institute filmen på 80:e plats på sin lista över de 100 bästa brittiska filmerna genom tiderna.

## Handling
Mr Neville (spelad av Anthony Higgins), en ung och arrogant konstnär, har ett kontrakt att måla 12 landskapsmålningar av en egendom med Mrs Virginia Herbert (spelad av Janet Suzman) till hennes bortresta make. Delar av kontraktet går ut på att Mrs Herbert går med på att "träffa Mr Neville privat och följa hans vilja angående hans lust med mig." Flera sexuella möten mellan dem följer av detta. Senare skapas ett liknande kontrakt, den här gången med Mrs Herberts gifta, dock barnlösa, dotter. I det andra kontraktet ska han dock följa hennes lust. Ett antal konstiga saker visar sig i Mr Nevilles bilder, vilket pekar direkt på mordet av Mr Herbert, vars kropp hittas vid husets vallgrav. 

## Rollista
- Anthony Higgins – Neville
- Janet Suzman – Virginia Herbert / Mrs. Herbert
- Dave Hill – Herbert
- Anne-Louise Lambert – Sarah Talmann / Mrs. Talmann
- Hugh Fraser – Talmann
- Neil Cunningham – Thomas Noyes
- David Meyer – Poulenc brother
- Tony Meyer – Poulenc brother
- Nicholas Amer – Parkes
- Suzan Crowley – Mrs Pierpont
- Lynda La Plante – Mrs Clement
- Michael Feast – The Statue
- David Gant – Seymour
- Alastair Cumming – Philip
- Steve Ubels – Hoyten

## Trivialiteter
Originalklippningen var tre timmar lång. Öppningsscenen var då 30 minuter, och visade alla karaktärer prata med varandra minst en gång. Greenaway redigerade bort 103 minuter från filmen, kanske för att den skulle bli enklare att se. Numera är öppningsscenen 10 minuter, och visar inte alla interaktioner mellan karaktärerna. 
Den slutliga versionen ger färre förklaringar till handlingens flera konstigheter och mysterier. Mordmysteriet löses aldrig upp på riktigt, dock är det lite tvivel om vem som gjorde det. Anledningen till att det är en levande staty i trädgården eller varför Mr Neville lägger till så många villkor i sitt kontrakt förklarades också bättre i den första versionen. Man kan säga att, istället för att göra filmen mer förvirrande, gör förkortandet den mer mystisk.